# 帕切爾馬區

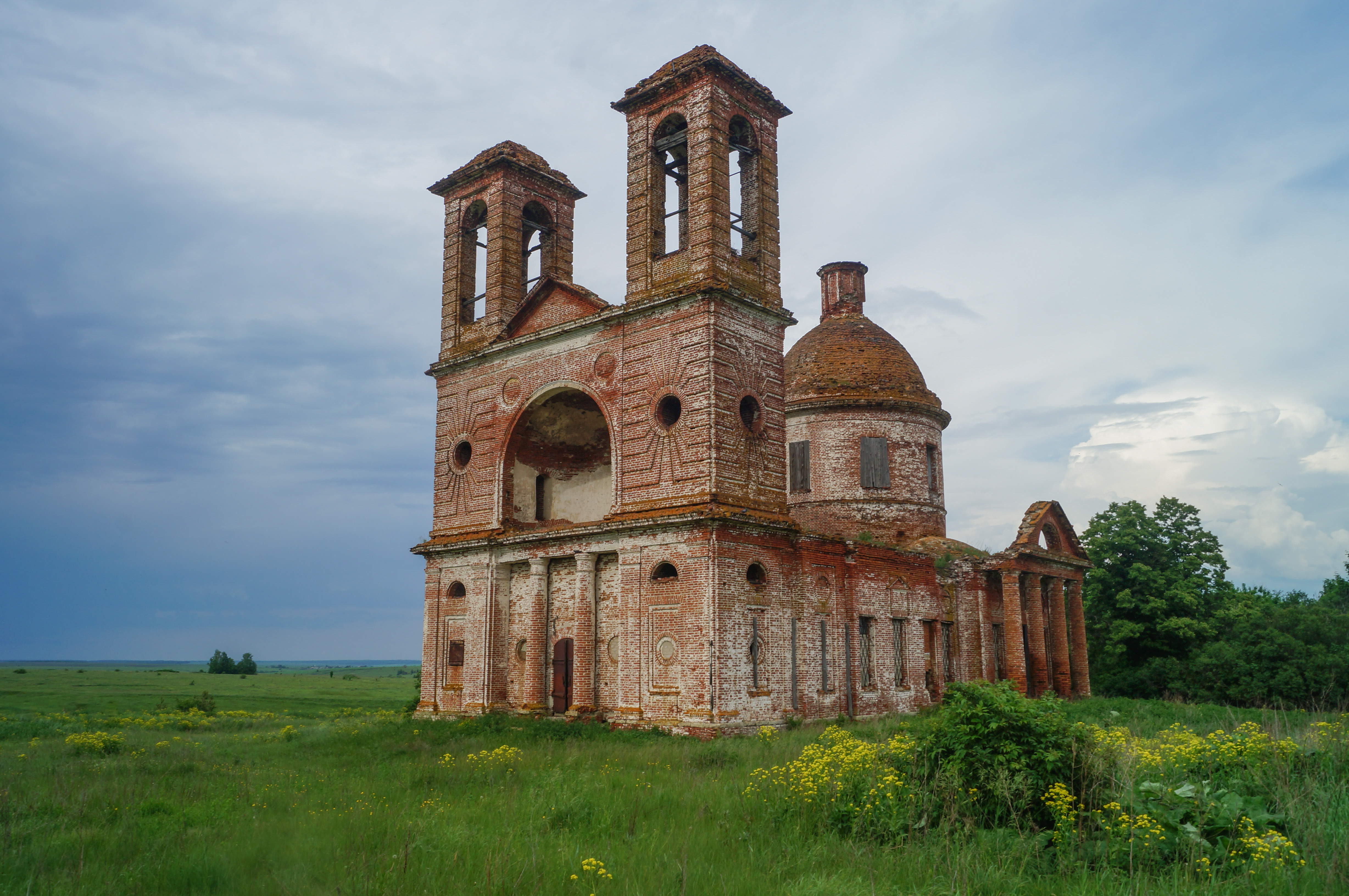

53°19′46″N 43°18′46″E / 53.32944°N 43.31278°E
帕切爾馬區（俄语：Пачелмский район），是俄羅斯的一個區，位於該國西南部，由奔薩州負責管轄，面積1,322平方公里，2010年該區人口16,310，人口密度每平方公里12.34人。